# جويل فورت
جويل فورت (بالإنجليزية: Joelle Forte)‏ هي متزلجة فنية أمريكية، ولدت في 5 يوليو 1986 في سول في كوريا الجنوبية.

## وصلات خارجية
- جويل فورت على موقع الاتحاد الدولي للتزلج (الإنجليزية)